# 内野 (浜松市)
内野（うちの）は静岡県浜松市浜名区南部の地名。

## 地理

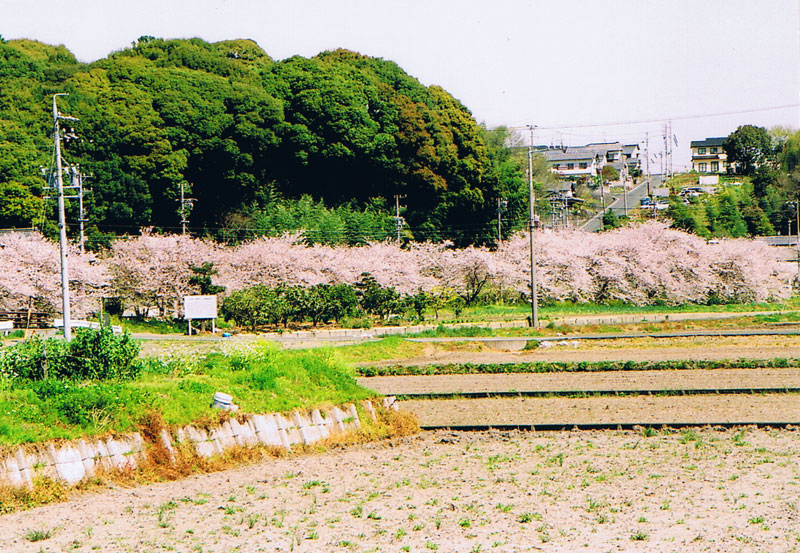
御陣屋川堤防の桜並木

内野は平坦な場所に位置し、水田が多い。地域西側を流れる御陣屋川は、護岸工事が行われていない箇所が多く、水生生物の宝庫として地元の人に親しまれている。北で平口、東で小松、南東で中央区西ヶ崎町、南西で中央区有玉北町・半田町、西で染地台・内野台と接する。
区域の大半が内野台、染地台として区画整理事業が進んだことで
当町域から分離され、一部の土地が飛び地となっている。
染地台は内野台、半田山、有玉台などに連なる市内北部の新興住宅地の中心としての発展が期待される。

### 自治会
近隣は内野自治会（約1200世帯、2007年7月現在）が管理しており、この下に内野上、内野下、内野西、富岡、内野小島、雇用促進住宅、染地台一丁目（染地台地内） の各町内会が配置されている。

## 世帯数と人口
2018年（平成30年）12月1日現在の世帯数と人口は以下の通りである。
| 大字 | 世帯数    | 人口    |
| ---- | --------- | ------- |
| 内野 | 1,138世帯 | 3,080人 |

## 小・中学校の学区
市立小・中学校に通う場合、学区は以下の通りとなる。
| 町内会       | 小学校             | 中学校             |
| ------------ | ------------------ | ------------------ |
| 姥ヶ谷町内会 | 浜松市立浜名小学校 | 浜松市立浜名中学校 |
| その他       | 浜松市立内野小学校 | 浜松市立浜名中学校 |

## 交通

### 鉄道
当地内に鉄道は通っていない。

### 道路
- 国道152号
- 静岡県道65号浜松環状線 - 南部で僅かに通っている。
- 静岡県道391号細江浜北線 - 北西部で僅かに通っている。

## 施設
- 浜松市立内野小学校
- 浜松市立内野幼稚園
- 内野小島公会堂
- 内野西公会堂
- 内野上公会堂
- 内野下公会堂
- 雇用促進住宅内野宿舎
- 浜松バス本社

## 史跡

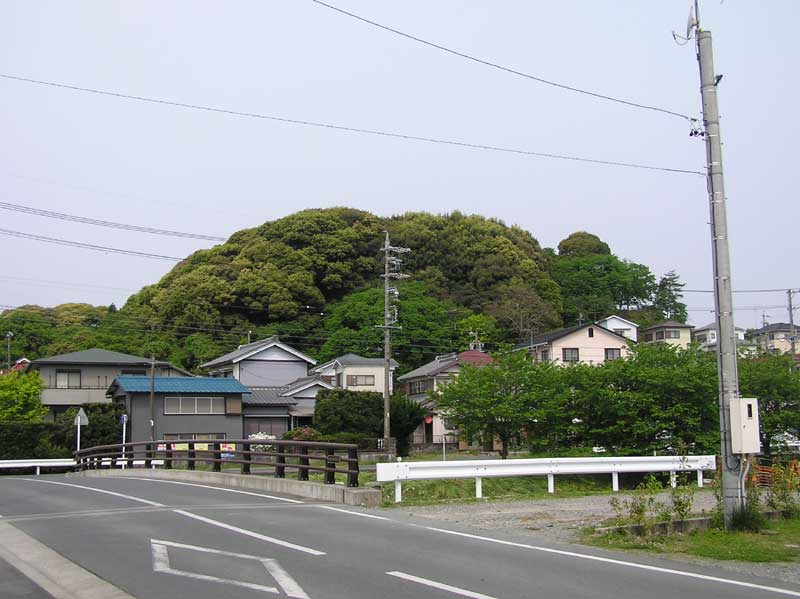
赤門上古墳

- 竜福寺
- 龍泉院
- 真光寺
- 福応寺
- 小嶋神社
- 内野神明宮
- 赤門上古墳（静岡県史跡）

## その他

### 日本郵便
- 郵便番号 : 434-0044[2]（集配局：浜北郵便局[5]）。

### 警察
町内の警察の管轄区域は以下の通りである。
| 番・番地等 | 警察署     | 交番・駐在所 |
| ---------- | ---------- | ------------ |
| 全域       | 浜北警察署 | 小松交番     |